# Sumitomo Kinzoku Kōzan
Sumitomo Kinzoku Kōzan K.K. (jap. 住友金属鉱山株式会社, Sumitomo Kinzoku Kōzan kabushiki kaisha, engl. Sumitomo Metal Mining Co., Ltd., kurz: SMM) ist ein japanisches Unternehmen mit Firmensitz in Minato, Tokio.
Das Unternehmen gehört zur Sumitomo Group und ist in der Förderung und dem Handel von Kupfer, Nickel und Gold aktiv. Dem Unternehmen gehören die Hishikari-Goldmine in Japan, die Pogo-Goldmine in Alaska, die Taganito-Nickelmine auf den Philippinen sowie Anteile an einigen Kupferlagerstätten. Die Unternehmensgeschichte reicht bis in das Jahr 1590 zurück.